# Charlotte von Hagn

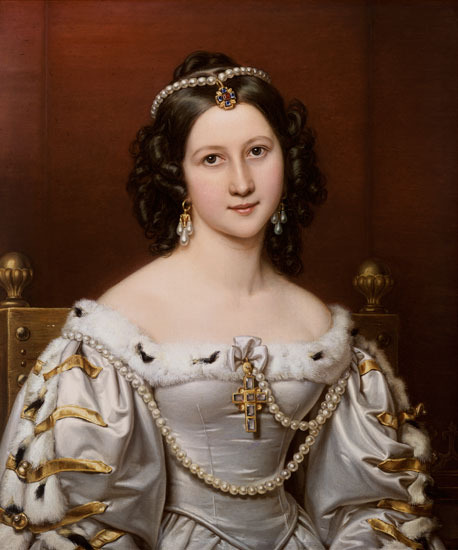
Charlotte von Hagn, målad av Joseph Karl Stieler 1828.

Charlotte von Hagn, född den 23 mars 1809 i München, död där den 23 april 1891, var en tysk skådespelerska, syster till Ludwig von Hagn.
Charlotte von Hagn, som var anställd 1843-46 vid hovteatern i Berlin, ansågs mycket framstående i skälmska lustspelsroller och kallades den tyska Déjazet. Hon lämnade scenen 1846, då hon ingick äktenskap med godsägaren Alexander von Oven, från vilken hon skildes 1851.
Charlotte von Hagn var en av de 36 berömda skönheter som porträtterades i Schönheitengalerie (Skönhetsgalleriet) i München mellan 1827 och 1850. 